# Neotoma anthonyi
Neotoma anthonyi  fue una especie de roedor de la familia Cricetidae.

## Distribución geográfica
Se encuentra sólo en la Isla de Todos Santos en Baja California, México. Se cree que fueron llevados a la extinción por los gatos salvajes.